# Кремаски, Бенджамин
Бенджамин Кремаски (англ. Benjamin Cremaschi, исп. Benjamín, испанское произношение: [βenhaˈmin]; родился 2 марта 2005, Майами, Флорида) — американский футболист, полузащитник клуба MLS «Интер Майами» и сборной США.

## Клубная карьера
С шести лет играл футбольную команду «Ки Бискейн», в возрасте 14 лет начал играть в «Уэстон Академи». В 2021 году стал игроком молодёжной команды клуба «Интер Майами». Год спустя начал выступать за резервную команду «Интер Майами», забив 5 голов в 17 матчах. 22 ноября 2022 года подписал первый профессиональный контракт с «Интер Майами». 25 февраля 2023 года дебютировал в основном составе «Интер Майами» в матче MLS против «Монреаля». 8 июля 2023 года забил свой первый гол в MLS в матче против «Ди Си Юнайтед».

## Карьера в сборной
В 2022 году сыграл за сборную США до 19 лет.
13 сентября 2023 года дебютировал за главную сборную США в товарищеском матче против сборной Омана.

## Статистика выступлений

### Клубная статистика
| Выступление      | Выступление      | Выступление      | MLS  | MLS  | Плей-офф | Плей-офф | Кубок США | Кубок США | Кубок чемпионов | Кубок чемпионов | Другие кубки1 | Другие кубки1 | Итого | Итого |
| Клуб             | Лига             | Сезон            | Игры | Голы | Игры     | Голы     | Игры      | Голы      | Игры            | Голы            | Игры          | Голы          | Игры  | Голы  |
| ---------------- | ---------------- | ---------------- | ---- | ---- | -------- | -------- | --------- | --------- | --------------- | --------------- | ------------- | ------------- | ----- | ----- |
| Интер Майами     | MLS              | 2023             | 0    | 0    | —        | —        | 0         | 0         | —               | —               | 0             | 0             | 0     | 0     |
| Интер Майами     | MLS              | 2024             | 0    | 0    | 0        | 0        | —         | —         | 0               | 0               | 0             | 0             | 0     | 0     |
| Интер Майами     | MLS              | 2025             | 19   | 1    | —        | —        | —         | —         | 8               | 0               | 5             | 0             | 32    | 1     |
| Интер Майами     | Итого            | Итого            | 0    | 0    | 0        | 0        | 0         | 0         | 0               | 0               | 0             | 0             | 0     | 0     |
| Всего за карьеру | Всего за карьеру | Всего за карьеру | 0    | 0    | 0        | 0        | 0         | 0         | 0               | 0               | 0             | 0             | 0     | 0     |

1 Участие в Кубке лиг (2023, 2024, 2025) и Клубном чемпионате мира (2025).

## Достижения
- Обладатель Кубка лиг: 2023